# Dubiecko
Dubiecko é um município da Polônia, na voivodia da Subcarpácia, no condado de Przemyśl e na comuna urbano-rural de Dubiecko. A cidade é a sede da comuna de Dubiecko. Está situado no rio San, no sopé das montanhas Dynów.
Durante o período da Primeira República Polonesa, a cidade fazia parte administrativamente da Terra Sanok, na voivodia da Rutênia.
Dubiecko recebeu o foral de cidade em 1407, nos anos de 1879 a 1900 como uma vila, novamente uma única comuna rural com privilégios de cidade até 31 de julho de 1934. De 1 de agosto de 1934, uma aldeia na comuna coletiva de Dubiecko. A aldeia recuperou seu estatuto de cidade em 1 de janeiro de 2021.
De 1934 até 1954 foi a sede da comuna coletiva de Dubiecko, de 1954 a 1972, da Gromada de Dubiecko e, a partir de 1973, novamente da comuna de Dubiecko. Nos anos de 1975 a 1998, a cidade pertencia administrativamente à voivodia de Przemyśl.

## História

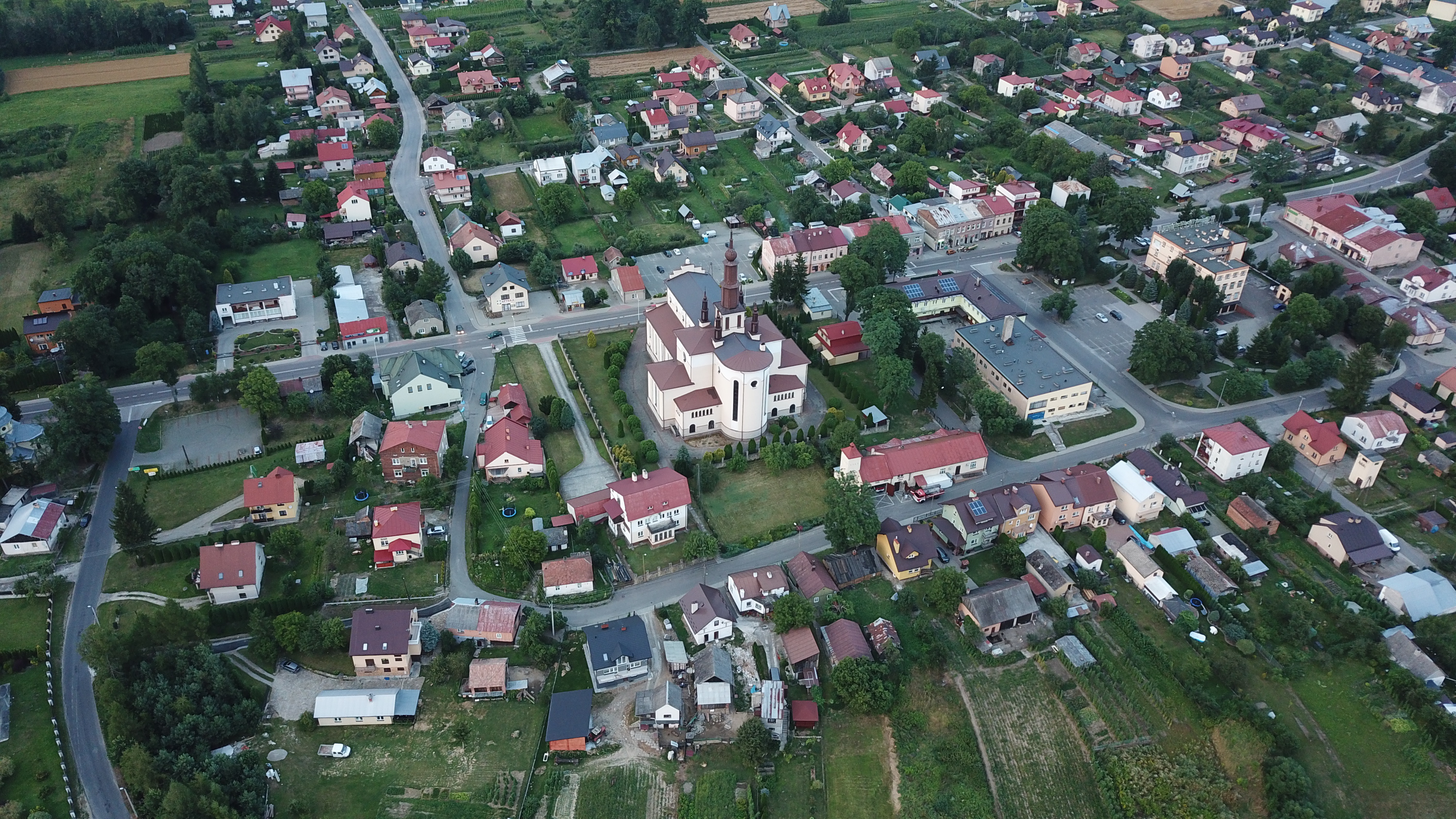
Vista aérea da região central de Dubiecko

Em 1389, o rei Ladislau II Jagelão concedeu a posse perpétua da vila real de Dubiecko a Piotr Kmita. [11]. Em 24 de agosto de 1407, a vila recebeu o estatuto de cidade do rei Ladislau II Jagelão graças aos esforços de Piotr Kmita, voivoda de Sandomierz, que mudou a localização da cidade para a vizinha Ruska Wieś. Em 1407 Piotr Kmita fundou e doou a primeira paróquia e a igreja dos Santos Nicolau, Estanislau e Martinho. Esta igreja e as seguintes foram doadas por seu filho Mikołaj Kmita, e depois dele, em 1447, por Dobiesław Kmita, voivoda de Lublin, neto de Piotr. No final do século XV, para além da igreja paroquial, existia uma igreja, um hospital e um colégio sacerdotal.
Em 1551, Stanisław Mateusz Stadnicki mudou-se de Niedźwiedz para Dubiecko e começou a popularizar a Reforma Protestante em Przemyśl. Como proprietário de Dubiecko, ele excluiu a propriedade dos católicos e transformou a igreja em uma igreja calvinista. O primeiro pregador foi nomeado por Stadnicki, Alberto de Iłża, um apóstata. Dois reformadores, Jerzy Tobołka e Andrzej de Dynów, ambos amaldiçoados pela Igreja Católica, encontraram abrigo e proteção em Dubiecko, e Wojciech de Iłża se hospedou aqui. Em Dubiecko, os serviços luteranos começaram com a liturgia em polonês, e uma propaganda viva de dissidência foi espalhada. Em 1552, o bispo Dziaduski excomungou Stadnicki, privando-o de todas as dignidades e honras, bem como de bens móveis e imóveis. Em resposta, em 1554, Stadnicki confiscou a igreja católica em Dubiecko.
Stanisław Diabeł Stadnicki nasceu por volta de 1551 em Dubiecko como o primeiro filho de Stanisław Mateusz Stadnicki, casado com Barbara, irmã de Samuel Zborowski. O vigário de Niedźwiedzia batizou o filho recém-nascido de Stadnicki no rito luterano. Depois de várias décadas, graças à proteção de Stanisław Stadnicki, escolas para jovens que ensinam os princípios da Reforma Protestante foram fundadas em Dubiecko. Naquela época, as escolas eram organizadas por Franciszek Stankar e Grzegorz Orszak, que vieram de Cracóvia. O período da Reforma durou aqui até 1588, quando o filho de Stanisław, Andrzej Stadnicki, o proprietário de Dubiecko, devolveu os bens da igreja aos católicos. Em 1588, Dubiecko também passou para a posse da família Krasicki de Siecin. Por algum tempo, o pároco da paróquia local e o superior do hospital era o padre Andrzej Bobola, filho de Hieronim e Katarzyna - primo do Santo André Bobola.
Até 1624, uma gráfica calvinista administrada por Jan Szeliga operou em Dubiecko.
Em 1626, Grzegorz Krasicki, reconstruindo o castelo, demoliu a igreja existente e, em seguida, fundou uma nova igreja, da Exaltação da Santa Cruz, nos subúrbios de Dubiecko. No início do século XVIII, uma nova igreja de tijolos, dos Santos Apóstolos Simão e Judas, foi consagrada em 1755 pelo bispo de Przemyśl, Wacław Hieronim Sierakowski. Esta igreja foi fundada graças à doação de Anna Krasicka, cujo retrato ainda se encontra no templo até hoje.
Em meados do século XIX, os donos da propriedade tabular em Dubiecko com Czerwonka eram Aleksander e o conde Henryk Krasicki. Em 1893, Isak Kanner era o dono da propriedade tabular em Dubiecko. Depois da família Krasicki, o castelo de Dubiecko passou, por lei de herança, aos condes de Konarski.
Durante a partição austríaca, permaneceu por algum tempo como uma cidade, fazia parte do distrito de Sanok.
Em 1880, a cidade era habitada por 690 católicos, 700 seguidores do judaísmo e 114 uniatas.
A maioria dos habitantes no final do século XIX lidavam com tanoaria e sapataria.
A cidade perdeu seus direitos municipais em 1934.
Após a Segunda Guerra Mundial, um monumento ao General Karol Świerczewski foi erguido na aldeia.

## Monumentos

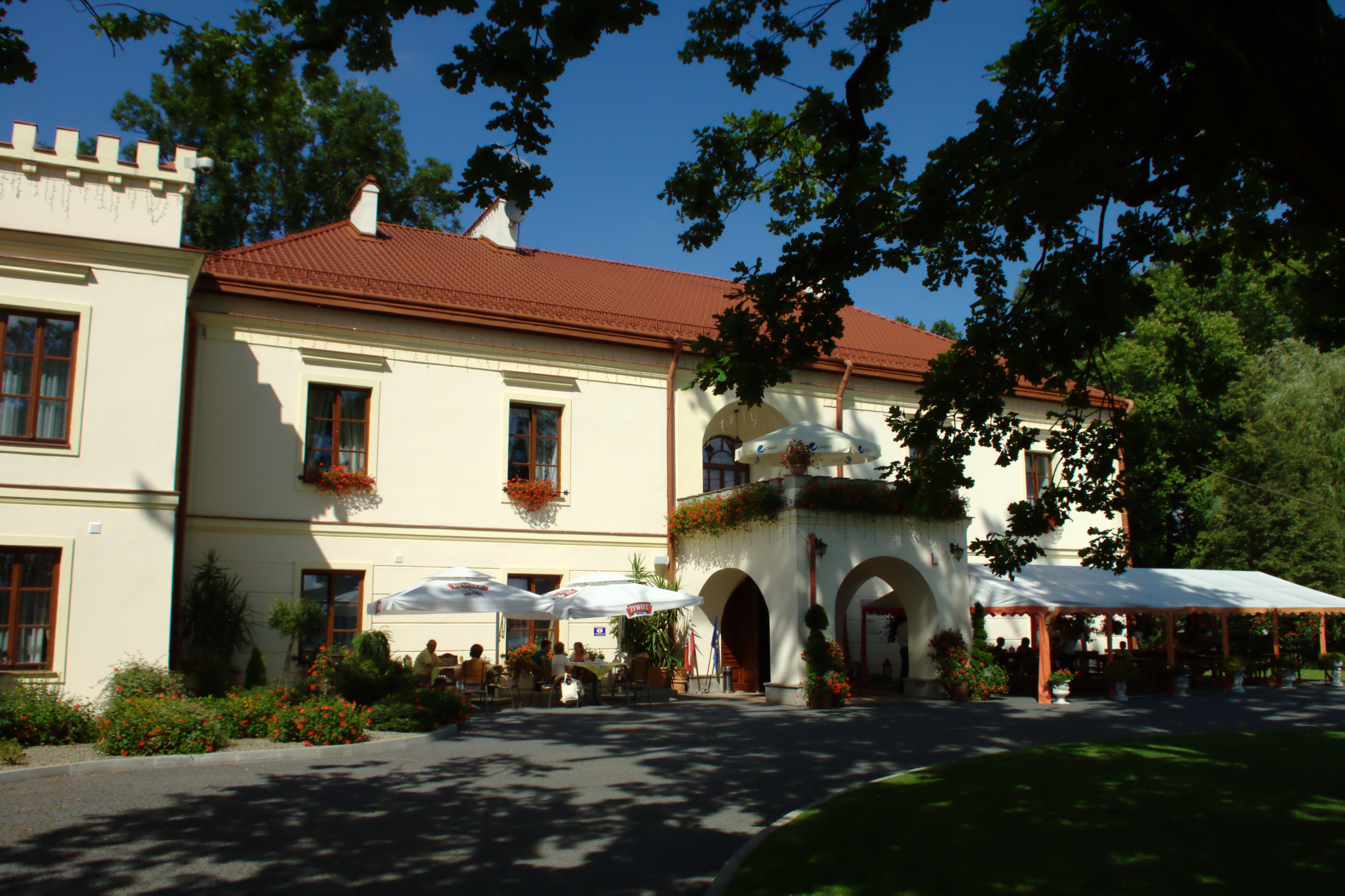
Castelo em Dubiecko

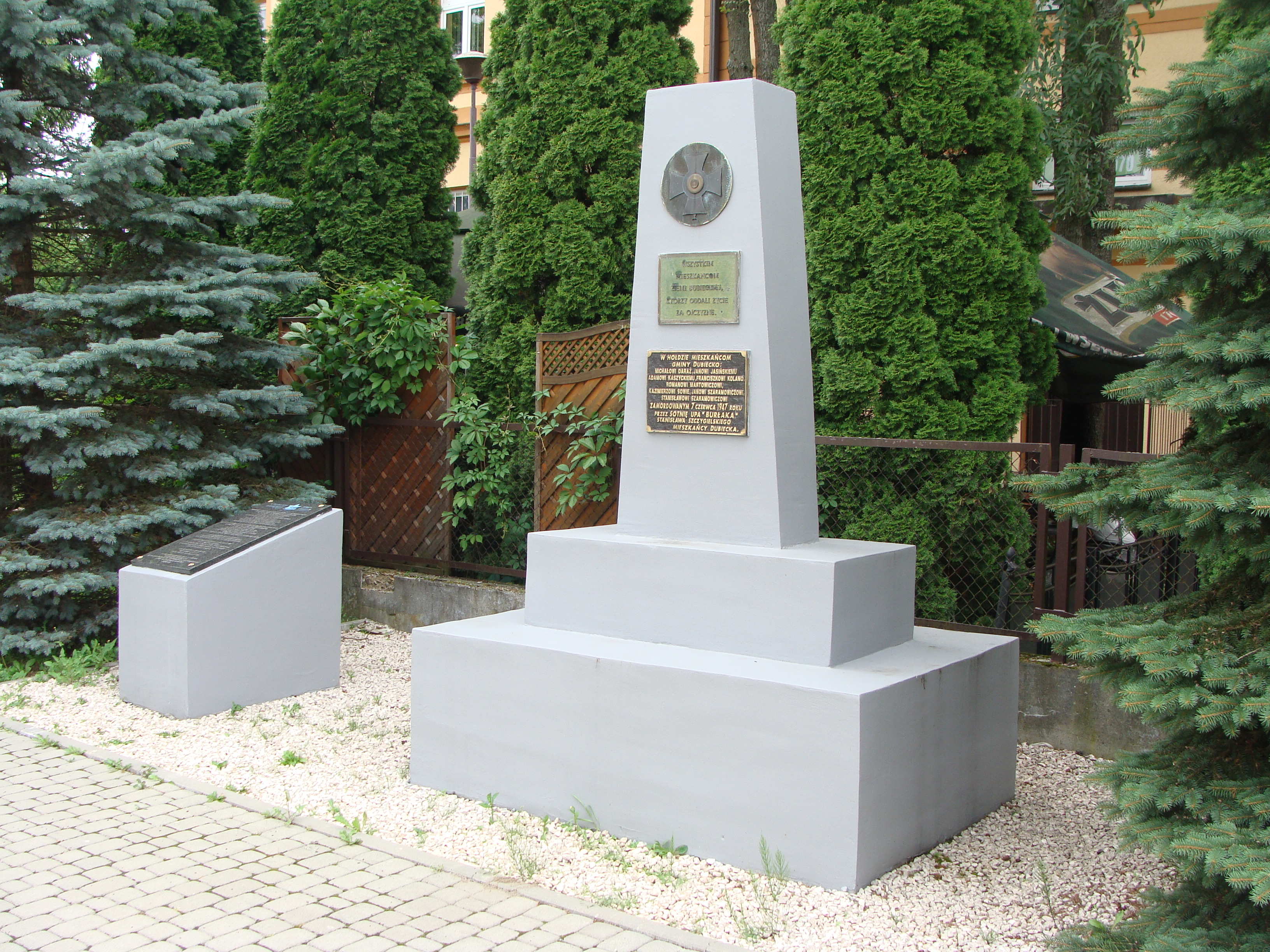
Monumento às vítimas do Exército Insurreto Ucraniano

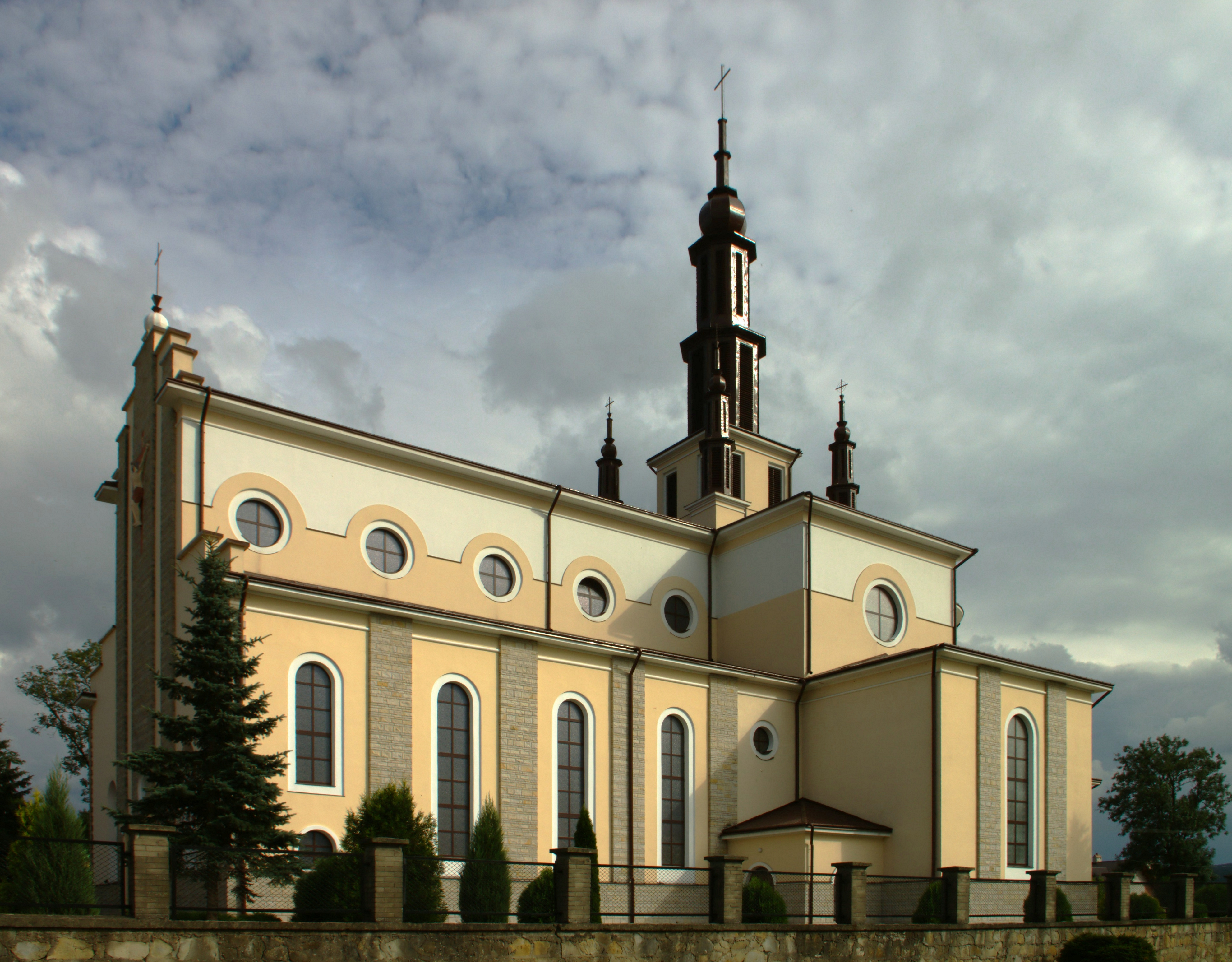
Igreja paroquial (2011)

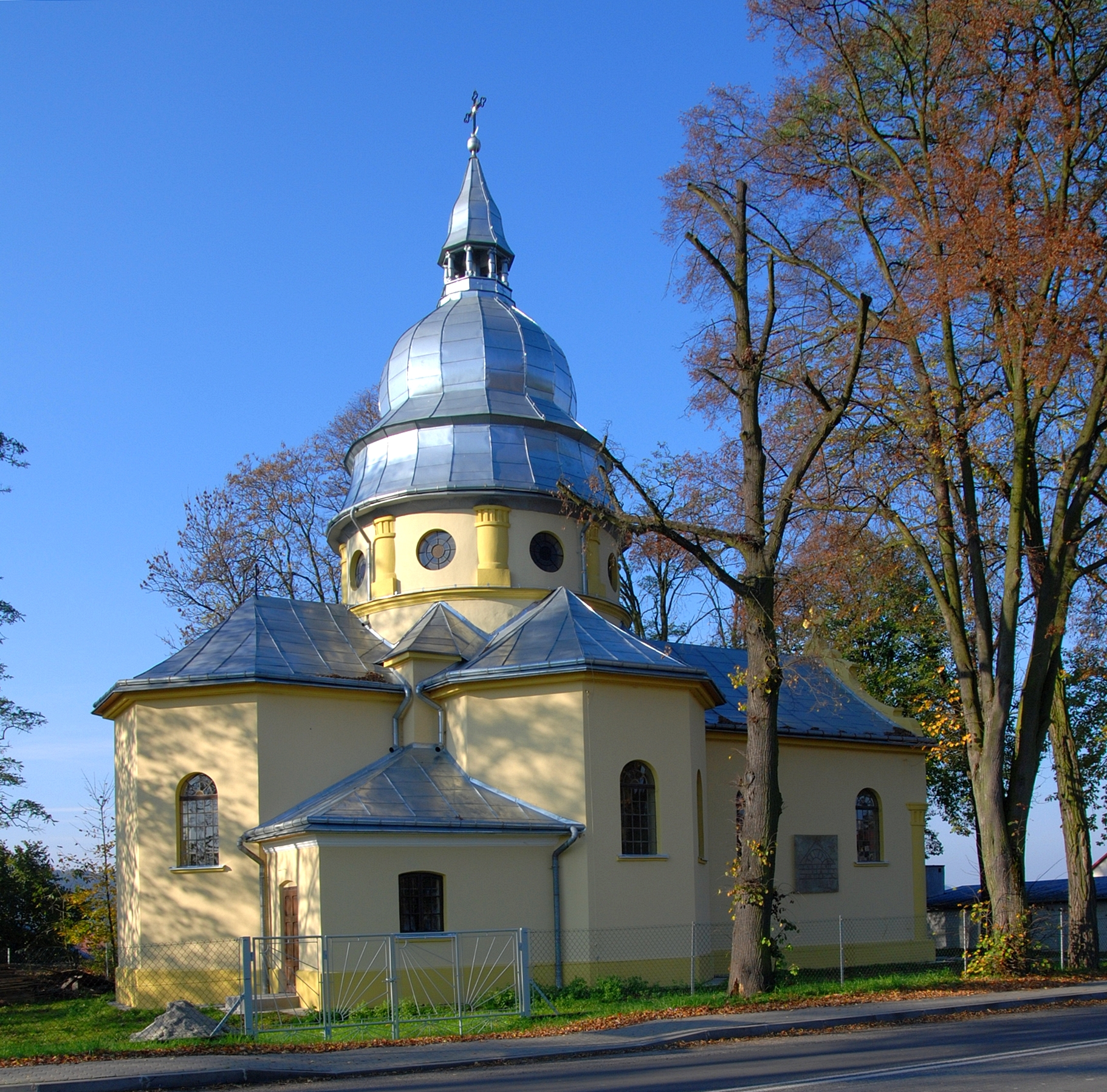
Igreja ortodoxa que atualmente é usada como galeria de arte

Objetos inscritos no cadastro de monumentos:
- Complexo do castelo e palácio: palácio com anexo e parque, ruínas do castelo, fortificações de terra. Um palácio classicista construído pela família Krasicki em sua forma atual nos anos de 1771 a 1790. O palácio foi construído no local do castelo Stadnicki, que era uma estrutura quadrilateral com um pátio cercado por um fosso. Em seguida, o castelo foi reconstruído em um palácio barroco, onde Ignacy Krasicki, mais tarde um poeta e bispo de Vármia, nasceu em 1735. Em 1909, uma extensão neogótica foi construída ao lado do palácio. Atualmente, um hotel e um restaurante estão localizados no palácio. O parque com espécies únicas de árvores (a mais impressionante é o carvalho-roble com uma circunferência de tronco de 633 cm em 2013, com um tronco excepcionalmente alto e cilíndrico[14]), fundado no século XVIII por Róża Charczewska, esposa de Antoni Krasicki e cunhada de Ignacy Krasicki.
- Igreja católica grega da Exaltação da Santa Cruz, renovada pela Sociedade de Amigos da Região de Dubiecko, desde então funcionando como a Casa de Arte de Kresowy, um local de inúmeros eventos culturais.
- Cemitério municipal (a parte mais antiga), de meados do século XIX, com as seguintes capelas: Mycielski e Dembiński do século XIX / XX, Konarski e Krasicki, primeira metade do século XIX e Krasicki e Weyssenwolf de meados do século XIX.
- Igreja do Imaculado Coração da Bem-Aventurada Virgem Maria de 1934 a 1952 com uma pia de agua benta gótica do século XV.
- Museu Privado de Fósseis e Minerais de Robert Szybiak (rua Krasickiego 3). Ele contém várias centenas de espécimes de fósseis, coletados principalmente na região da Subcarpácia. Uma exibição única é um pássaro do oligoceno, encontrado no sopé da montanha Przemyskie.